# Hira Koyuncuoğlu
Hira Koyuncuoğlu (* 5. Januar 1995 in Yalova) ist eine türkische Schauspielerin.

## Leben und Karriere
Koyuncuoğlu wurde am 5. Januar 1995 in Yalova geboren. Später zog sie mit ihrer Familie nach Istanbul. Nach dem Erdbeben von 1999 lebte sie lange mit seiner Familie im Zelt.  Danach studierte sie an der Kadir Has Üniversitesi. Ihr Debüt gab sie 2012 in der Fernsehserie Adını Feriha Koydum: Emir'in Yolu. Anschließend war Koyuncuoğlu in der Serie O Hayat Benim zu sehen. Unter anderem wurde sie 2020 für die Serie Maria ile Mustafa gecastet. Koyuncuoğlu trat 2021 in dem Film Kin auf. Seit 2023 spielt sie in Çöp Adam mit. Neben der Schauspielerei kann sie auch Ballett und Modern Dance tanzen.

## Filmografie
Filme
- 2021: Kin

Serien
- 2012: Adını Feriha Koydum: Emir'in Yolu
- 2016–2017: O Hayat Benim
- 2017–2018: İstanbullu Gelin
- 2020: Maria ile Mustafa
- 2021: Aynen Aynen
- 2021: Akıncı
- 2022: Annenin Sırrıdır Çocuk
- seit 2023: Çöp Adam